# WTA Perth
Das WTA Perth (offiziell: National Panasonic Open) ist ein ehemaliges Damen-Tennisturnier der WTA Tour, das in der australischen Stadt Perth ausgetragen wurde.

## Siegerliste

### Einzel
| Jahr    | Siegerin         | Finalgegnerin    | Ergebnis      |
| ------- | ---------------- | ---------------- | ------------- |
| 1971    | Margaret Court   | Virginia Wade    | 6:1, 6:2      |
| 1972-I  | Evonne Goolagong | Olga Morosowa    | 6:2, 7:5      |
| 1972-II | Margaret Court   | Evonne Goolagong | 6:3, 6:2      |
| 1974    | Margaret Court   | Olga Morosowa    | 6:4, 7:5      |
| 1975    | Helga Masthoff   | Lesley Bowrey    | 6:2, 3:6, 6:3 |
| 1981    | Pam Shriver      | Andrea Jaeger    | 6:1, 7:6      |

### Doppel
| Jahr    | Siegerinnen                       | Finalgegnerinnen              | Ergebnis          |
| ------- | --------------------------------- | ----------------------------- | ----------------- |
| 1971    | Margaret Court Evonne Goolagong   | Winnie Shaw Virginia Wade     | 6:4, 7:5          |
| 1972-I  | Evonne Goolagong Barbara Hawcroft | Olga Morosowa Janet Young     | 3:6, 6:4, 6:3     |
| 1972-II | nicht ausgetragen                 | nicht ausgetragen             | nicht ausgetragen |
| 1974    | Olga Morosowa Martina Navratilova | Lesley Hunt Kazuko Sawamatsu  | 6:1, 6:3          |
| 1975    | Lesley Bowrey Christine Matison   | Sue Barker Michelle Tyler     | 7:6, 6:3          |
| 1981    | Barbara Potter Sharon Walsh       | Betsy Nagelsen Candy Reynolds | 6:4, 6:2          |